# اریک کندل

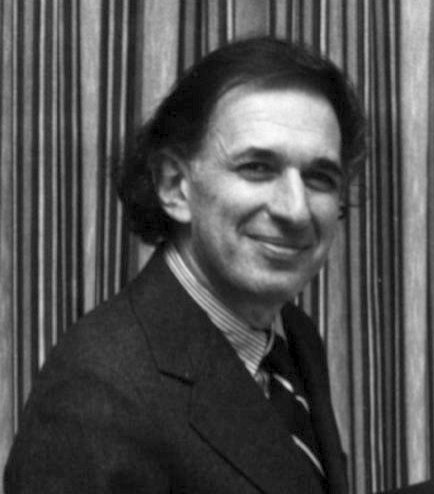
کندل در سال ۱۹۷۸

اریک ریچارد کندل (به انگلیسی: Eric Richard Kandel) (زاده ۷ نوامبر ۱۹۲۹) روانپزشکِ عصب‌شناس اهل آمریکا است. وی در سال ۲۰۰۰ به‌خاطر تحقیق روی پایه و اساس فیزیولوژی ذخیره‌سازی حافظه در یاخته‌های عصبی، به‌همراه آروید کارلسون و پائول گرینگارد، برنده جایزه نوبل فیزیولوژی و پزشکی شد.

## کتب ترجمه شده به زبان فارسی
- در جستجوی حافظه (پیدایش دانش نوین ذهن). انتشارات آگه چاپ اول بهار۱۳۹۳. ترجمه «سلامت رنجبر».